# Andrzej Marusarz
Andrzej Marusarz (* 31. August 1913 in Zakopane, Galizien, Österreich-Ungarn; † 3. Oktober 1968 ebenda) war ein polnischer Skisportler, der vor allem im Skispringen und in der Nordischen Kombination aktiv war. Er war der Sohn eines Tatra-Bergwächters.

## Werdegang
Als Sohn des Bergsteigers Jędrzej Marusarz-Jarząbka und dessen Frau Agnieszka Gąsienica-Daniel wuchs Andrzej Marusarz im Tatra-Gebirge auf. Er konnte sich früh während seiner Schulzeit für den Sport begeistern und trat 1929 dem Sportverein SN PTT Zakopane bei.

### Karriere

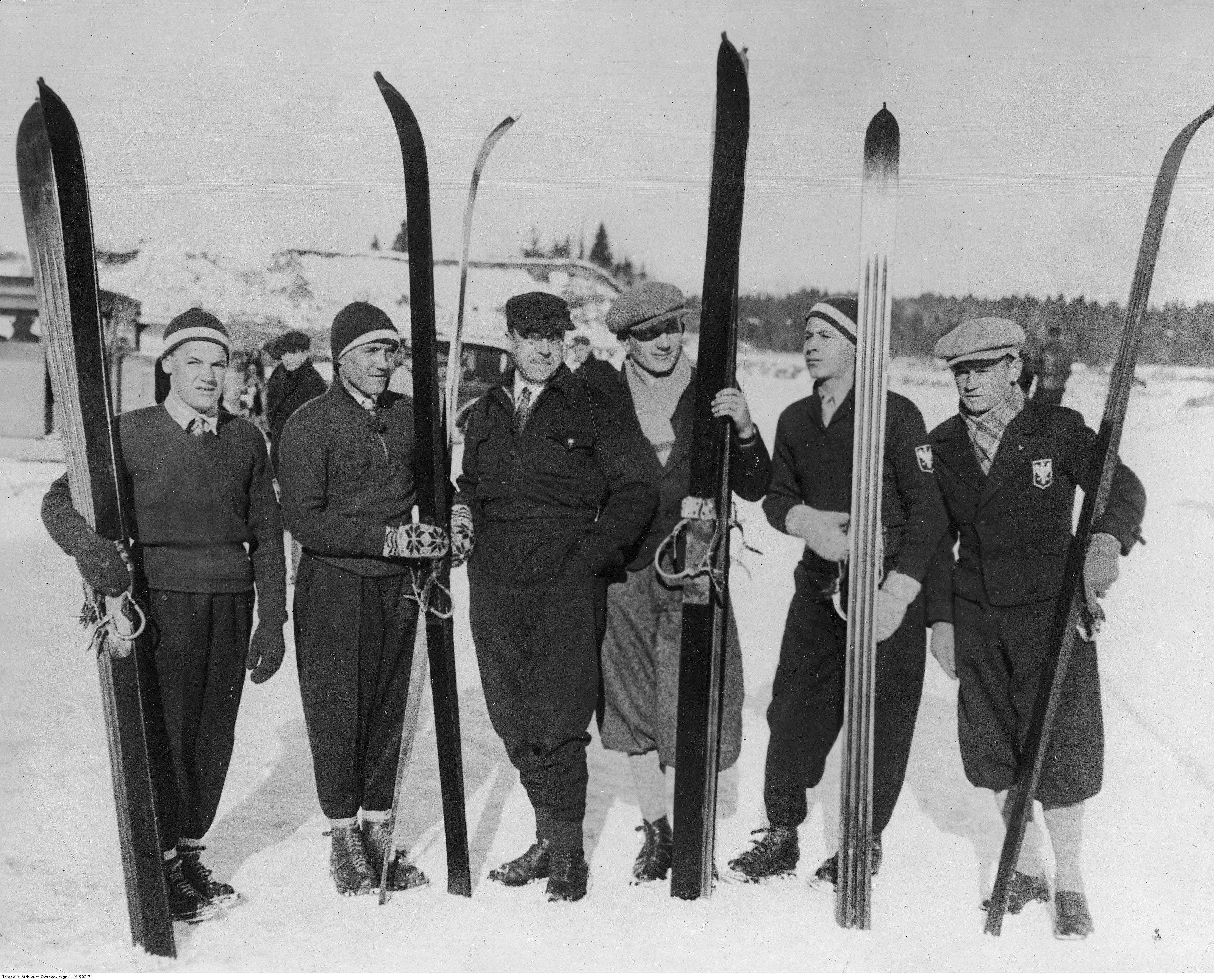
Marusarz (links) 1932 mit Teamkameraden

Bei den Polnischen Meisterschaften im Skispringen 1931 in Wisła gewann Marusarz Bronze von der Malinka und somit seine erste nationale Medaille. Auch in der alpinen Abfahrt zeigte er sein Talent und wurde Vizemeister. Trotz seiner Vielseitigkeit trat Marusarz bei den Olympischen Winterspielen 1932 nur bei nordischen Disziplinen an. Von der Normalschanze in Lake Placid belegte er nach Sprüngen auf 51,5 m und 54,0 m den 22. Platz. In der Nordischen Kombination erreichte er den 19. Rang. 1933 gewann Marusarz seine erste Medaille im Einzel bei den Polnischen Meisterschaften in der Nordischen Kombination. In der 4 × 10-km-Staffel gewann er 1935 Silber.
Bei den Olympischen Winterspielen 1936 in Garmisch-Partenkirchen ersprang sich Marusarz den 21. Platz und erreichte den 32. Rang in der Kombination.
Seinen größten Erfolg feierte er bei den Nordischen Skiweltmeisterschaften 1939 in seiner Heimatstadt. Beim Wettkampf der Kombinierer erzielte Marusarz 410,60 Punkte und verfehlte als Vierter das Podest nur knapp. Beim Spezialspringen belegte er Rang 15 und im 18 km Langlauf erreichte er den 55. Platz. Damit erzielte er bei seiner vierten und letzten WM-Teilnahme sowohl in der Nordischen Kombination als auch im Skispringen sein bestes Weltmeisterschaftsresultat. Nur im Langlauf war er 1937 in Chamonix mit dem 44. Platz besser.
Im Laufe seiner Karriere holte Marusarz einen Meistertitel im Skispringen (1938) und einen in der Nordischen Kombination (1939). Beide Erfolge konnte er in Zakopane feiern.

### Zweiter Weltkrieg
Nach dem Ausbruch des Zweiten Weltkrieges musste Marusarz Polen verlassen und floh über Ungarn nach Griechenland, wo er das polnische Passagierschiff SS Warschau betreten konnte, welches im Zweiten Weltkrieg benutzt wurde, um polnische Soldaten und Flüchtlinge zu evakuieren. Marusarz diente anschließend der Marine und war an Bord der SS Warschau, als das Schiff am 26. Dezember 1941 vor der libyschen Küste von zwei deutschen Torpedos getroffen wurde. Andrzej konnte sich retten und segelte in der folgenden Zeit unter anderem als Steuermann alliierter Konvois, darunter auch auf Schiffen, die an den Operationen Torch in Nordafrika und Overlord in der Normandie beteiligt waren.

### Nach dem Krieg
Nach dem Krieg segelte er noch eine Zeit lang in der Handelsmarine, bevor er schließlich nach Polen zurückkehrte. In seiner Heimatstadt Zakopane arbeitete er als Skilehrer und Jugendtrainer. Er starb im Alter von nur 55 Jahren und wurde auf dem Friedhof Cmentarz Zasłużonych na Pęksowym Brzyzku begraben.

## Persönliches
Andrzej ist der ältere Bruder des Olympiateilnehmers und alpinen Skisportlers Józef Marusarz sowie der Cousin des elfmaligen polnischen Skisprungmeisters Stanisław Marusarz und der Widerstandskämpferin Helena Marusarzówna.
1948 heiratete er Zofią Becker und wurde Vater zweier Kinder.